# Стрелков, Виктор Александрович
Виктор Александрович Стрелков (4 сентября 1925 года, Сталинград — 27 апреля 1996 года, Ростов-на-Дону) — советский поэт, участник Великой Отечественной войны, член Союза писателей СССР с 1967 года, член Союза российских писателей с 1991 года.

## Биография
Виктор Александрович в августе 1942 года ушёл на фронт. Воевал на Волге, на 1-м Белорусском и 4-м Украинском фронтах.
С 1945-го по 1948 год В. Стрелков работал десятником и прорабом в строительных организациях Москвы и Казани. С 1948-го по 1955 год — на Колыме, на строительстве городов Ангарска, Черногорска и железной дороги Тайшет — Лена. С 1955 года был проходчиком на шахтах Воркуты.
В 1957 году переехал в г. Ростов-на-Дону. учился в педагогическом институте и одновременно работал сначала десятником в тресте Зеленого строительства, затем в областном управлении культуры в должности методиста.
Умер В. А. Стрелков 27 апреля 1996 года. Похоронен на Северном кладбище Ростова-на-Дону.

## Творчество
Писать стихи Виктор Александрович Стрелков начал в 1945 году, в 1963 году вышла его первая книжка «Сердце в пути». Во вторую книгу «Баллада о человеке» (1965), как и в первую, вошло немало стихов о Великой Отечественной войне.
Виктор Стрелков не ограничивался только темой войны, он рассказывает и о мирных буднях советских людей. Его сверстники оказываются на передовой линии послевоенного строительства. Одни восстанавливают разрушенное хозяйство, другие прокладывают первые рельсы в тайге, третьи становятся геологами.
Вышли в свет поэтические сборники «Стихи» (1967), «На разных широтах» (1968), «Долг» (1970), «На безымянной высоте» (1973), «Первый иней» (1975), «Фарватер памяти» (1976), «Импульсы» (1980), «Дом друзей» (1984). Большинство сборников вышло в Ростове-на-Дону, некоторые из них — В Элисте. Виктор Александрович активно занимается переводами стихов калмыцких поэтов Аксёна Сусеева, Хасыра Сян-Белгина, Давида Кугультинова. Поэту принадлежит много переводов с языков народов Северного Кавказа, Бурятии. Переведены В. Стрелковым на русский язык произведения поэтов Болгарии. Всего вышло в свет более тридцати книг в его переводах.
За лучшее отображение в литературном произведении образа рабочего и образа труженика сельского хозяйства В. А. Стрелкову присужден ряд местных премий. Одна из них — за поэтические репортажи о заводе Атоммаш и поэму «Кузнецовское поле», посвященную подвигу капитана Кузнецова, отдавшего жизнь при спасении урожая от пожара.

## Награды и звания
- Орден Отечественной войны II степени
- Другими медалями
- Звание заслуженного работника культуры Калмыцкой АССР

## Произведения В. А. Стрелкова
Отдельные издания
- Сердце в пути. — Ростов н/Д: Кн. изд-во, 1963.
- Баллада о человеке. — Ростов н/Д: Кн. изд-во, 1965.
- Стихи. — Ростов н/Д: Кн. изд-во, 1967.
- Долг: Стихи и поэма. — Элиста: Калм. кн. изд-во, 1970.
- На безымянной высоте. — Ростов н/Д: Кн. изд-во, 1973.
- Первый иней: Стихи и переводы. — Ростов н/Д: Кн. изд-во, 1975.
- Фарватер памяти: Стихи и поэмы. — Элиста: Калм. кн. изд-во, 1976.
- Импульсы. — Ростов н/Д: Кн. изд-во, 1980.
- Зов горизонта. — Элиста: Калм. кн. изд-во, 1981.
- Кузнецовское поле: Публицист. поэма. — Ростов н/Д: Кн. изд-во, 1982.
- Дом друзей: Стихи, поэмы, переводы. — Элиста: Калм. кн. изд-во, 1984.
- Чистый след листопада: Стихи и поэмы. — Ростов н/Д: Кн. изд-во, 1985.

## О жизни и творчестве В. А. Стрелкова
- Леонов П. А., Панькин И. В., Белоусов И. Е. Область на островах. — М.: Мысль, 1974, с.190.
- Савин О. Пенза литературная. — Саратов: Приволж.: кн. изд-во, 1977, с.219.
- Скребов Н. Путь беспокойного сердца// Дон, 1983, № 5. — С.159-163.